# Rasm al-Abd (Aleppo)
Rasm al-Abd (arab. رسم العبد) – miejscowość w Syrii, w muhafazie Aleppo. W 2004 roku liczyła 2416 mieszkańców.